# James Douglas Johnson
James Douglas Johnson (n. 20 august 1924, Crossett⁠(d), Arkansas, SUA – d. 13 februarie 2010, Conway⁠(d), Arkansas, SUA), cunoscut sub numele de „Justice Jim”Johnson, a fost un legiuitor și jurist din Arkansas cunoscut pentru sprijinul deschis al segregării rasiale la mijlocul secolului al XX-lea. A fost judecător asociat al Curții Supreme din Arkansas din 1959 până în 1966 și în Senatul Arkansas din 1951 până în 1957. Johnson a căutat fără succes mai multe funcții alese, inclusiv guvernatorul Arkansas în 1956 și 1966 și Senatul Statelor Unite în 1968. Un segregaționist, Johnson a fost frecvent comparat cu George Wallace din Alabama. S-a alăturat Partidului Republican în 1983.